# Mouta Ali Zezerti
Mouta Ali Mouta Zezerti est le 40e Sultan du Kanem. Il a été intronisé le 27 juillet 2010 à Mao, capitale du Royaume. Il succède à son père Alifa Ali Zezerti, décédé le 18 juillet 2010.